# Streletskarab
Streletskaraben var en hästras som utvecklades i Ryssland under slutet av 1700-talet. Idag är rasen utdöd men de två sista överlevande hingstarna användes i utvecklingen av Streletskarabens efterträdare, Terskhästen.
Streletskaraben utvecklades på Orlowstuteriet i Ryssland och var egentligen en sorts Angloarab då grunden skapades genom att man korsade engelska fullblod med arabiska fullblod. Inkorsningar av Kabardinhästar och Donhästar skulle göra rasen mer "rysk" och ge den ett mer säreget utseende.
Under slutet av 1800-talet var Streletskhästen mycket berömd och populär och var troligen en mycket vacker häst med många orientaliska drag och med samma atletiska förmåga som det engelska fullblodet. Rasen tilldelades flera belöningar och medaljer på internationella utställningar, bland annat fick stuteriet en guldmedalj för en av sina hingstar i Paris år 1900.
Efter Första världskriget hade många hästar dödats eller försvunnit. Enbart ett fåtal ston och två hingstar vid namn Cylinder och Tsenitel fanns kvar. Ett milt försök att rädda rasen gjordes men planerna lades ner när de två hingstarna istället användes till utvecklingen av Terskhästen som skulle bli den ras som skulle ersätta Streletskaraben, då avelsmaterialet var för litet och Streletskaraben var alldeles för inavlad. Under 1920-talet lades all avel av Streletsk-araben ner för gott och rasen försvann till förmån för Terskhästen.